# Fifth Street
Fifth Street és una concentració de població designada pel cens dels Estats Units a l'estat de Texas. Segons el cens del 2000 tenia 2.059 habitants.

## Demografia
Segons el cens del 2000, Fifth Street tenia 2.059 habitants, 503 habitatges, i 422 famílies. La densitat de població era de 981,5 habitants per km².
Dels 503 habitatges en un 46,3% hi vivien nens de menys de 18 anys, en un 57,3% hi vivien parelles casades, en un 15,7% dones solteres, i en un 16,1% no eren unitats familiars. En el 9,3% dels habitatges hi vivien persones soles el 2,4% de les quals corresponia a persones de 65 anys o més que vivien soles. El nombre mitjà de persones vivint en cada habitatge era de 4,09 i el nombre mitjà de persones que vivien en cada família era de 4,29.
Per edats la població es repartia de la següent manera: un 34% tenia menys de 18 anys, un 13,1% entre 18 i 24, un 32,3% entre 25 i 44, un 15,6% de 45 a 60 i un 5% 65 anys o més.
L'edat mediana era de 26 anys. Per cada 100 dones de 18 o més anys hi havia 137,4 homes.
La renda mediana per habitatge era de 29.773 $ i la renda mediana per família de 34.740 $. Els homes tenien una renda mediana de 26.310 $ mentre que les dones 17.500 $. La renda per capita de la població era de 9.697 $. Aproximadament el 20,4% de les famílies i el 21,8% de la població estaven per davall del llindar de pobresa.

## Poblacions més properes
El següent diagrama mostra les poblacions més properes.